# گمینا نووا سووپیا
گمینا نووا سووپیا (به لهستانی:  Gmina Nowa Słupia) یک گمینا در لهستان است که در شهرستان کیلتسه واقع شده‌است. گمینا نووا سووپیا ۸۵٫۹۴ کیلومتر مربع مساحت و ۹٬۶۹۱ نفر جمعیت دارد.